# Liste der Biografien/Lis
Liste der Biografien |
Portal Biografien |
Personensuche
# |
A |
B |
C |
D |
E |
F |
G |
H |
I |
J |
K |
L |
M |
N |
O |
P |
Q |
R |
S |
T |
U |
V |
W |
X |
Y |
Z |
?
 
La |
Lb |
Lc |
Le |
Lg |
Lh |
Li |
Lj |
Ll |
Lm |
Lo |
Lp |
Lt |
Lu |
Lv |
Lw |
Lx |
Ly |
Lz
 
Lia |
Lib |
Lic |
Lid |
Lie |
Lif |
Lig |
Lih |
Lii |
Lij |
Lik |
Lil |
Lim |
Lin |
Lio |
Lip |
Liq |
Lir |
Lis |
Lit |
Liu |
Liv |
Liw |
Lix |
Liy |
Liz
Die Liste der Biografien führt alle Personen auf, die in der deutschsprachigen Wikipedia einen Artikel haben. Dieses ist eine Teilliste mit 429 Einträgen von Personen, deren Namen mit den Buchstaben „Lis“ beginnt.

## Lis
- Lis, Andrzej (* 1959), polnischer Degenfechter
- Lis, Bogdan (* 1952), polnischer Politiker, Mitglied des Sejm und Gewerkschafter
- Lis, Leo (1924–1969), deutsches Maueropfer
- Lis, Lucjan (1950–2015), polnischer Radrennfahrer
- Lis, Monika (* 1989), deutsche Rollkunstläuferin
- Lis, Raymond (1888–1916), französischer Turner
- Lis, Sergio de (* 1986), spanischer Radrennfahrer
- Lis, Tomasz (* 1966), polnischer Journalist

### Lisa
- LiSA (* 1987), japanische Sängerin und Liedtexterin
- Lisa D. (* 1956), österreichische Modedesignerin und Performancekünstlerin
- Lisa Marie (* 1968), US-amerikanische Schauspielerin und ModelLisa Marie (* 1968)

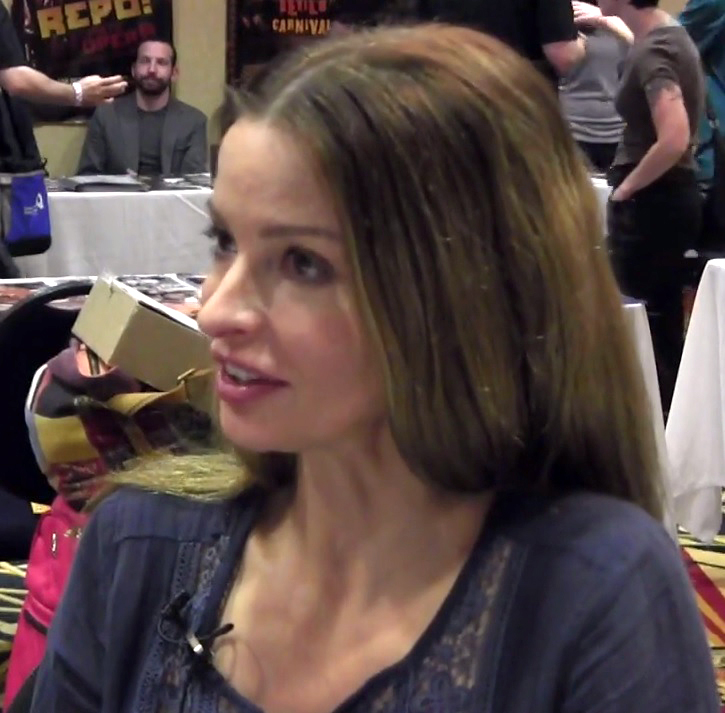
Lisa Marie (* 1968)

- Lisa von Bentheim († 1329), Äbtissin im Stift Freckenhorst
- Lisa von Isenburg († 1323), Äbtissin im Stift Freckenhorst
- Lisa von Katzenelnbogen (1299–1357), Äbtissin im Stift Nottuln
- Lisa von Lösnich († 1399), Adlige und die letzte der Stammeslinie des ritterlichen Geschlechts „von Lösnich“
- Lisa von Solms († 1409), Äbtissin im Stift Nottuln
- Lisa Who (* 1985), deutsche Singer-Songwriterin und KeyboarderinLisa Who (* 1985)

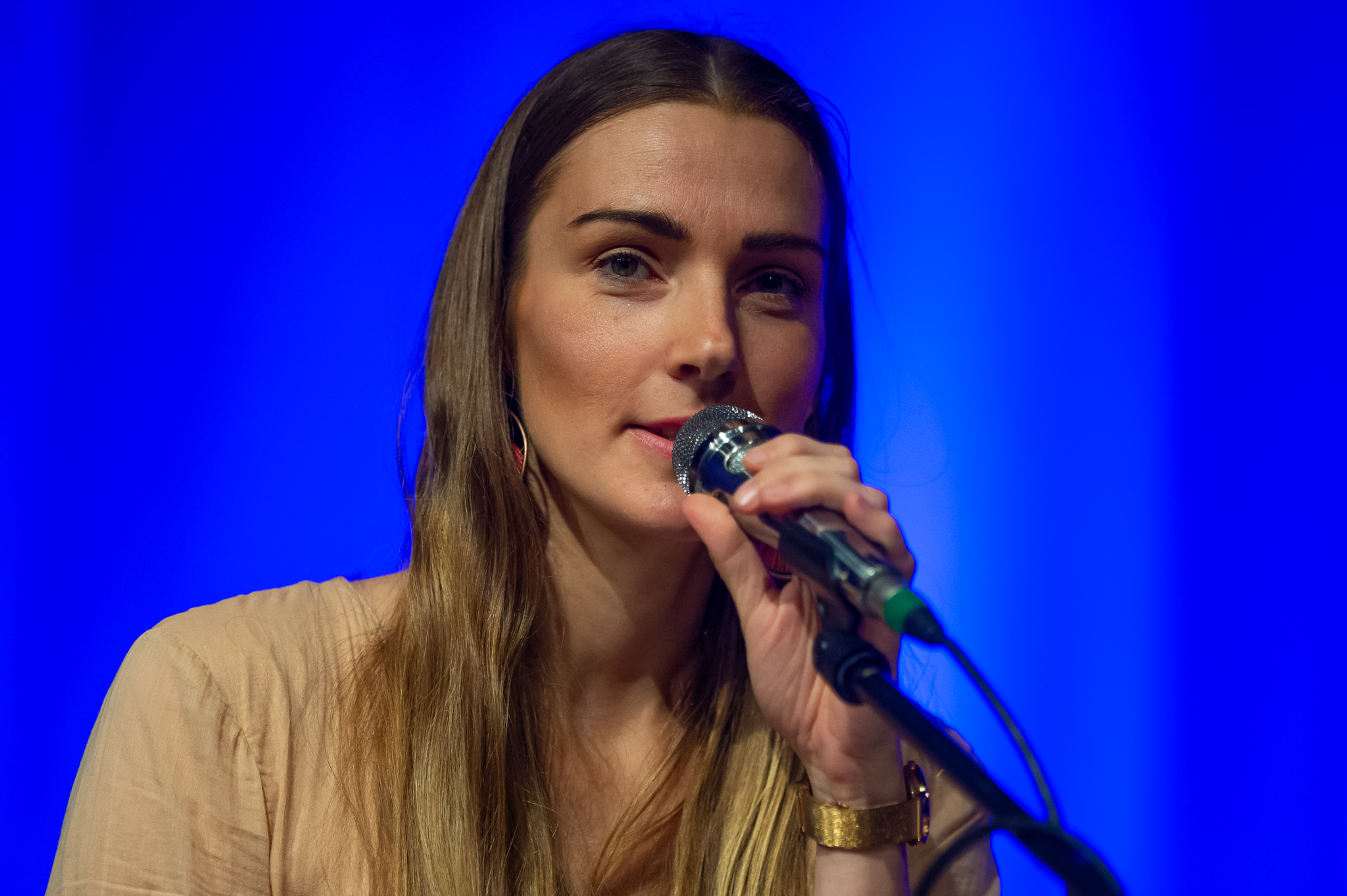
Lisa Who (* 1985)

- Lisa, Manuel (1772–1820), spanischer Pelzhändler in den USA
- Lisabeth, Kenny (* 1981), belgischer Radrennfahrer
- Lisac, Josipa (* 1950), kroatische Rock-Sängerin
- Lisandrello, Nina (* 1980), US-amerikanische Schauspielerin
- Lisandro, Jeff (* 1965), australisch-italienischer Pokerspieler
- LisaRaye (* 1966), US-amerikanische Schauspielerin

### Lisb
- Lisbach, Bettina (* 1964), deutsche Politikerin (Bündnis 90/Die Grünen), MdL
- Lisberg, Høgni (* 1982), färöischer Musiker
- Lisberg, Jens Oliver (1896–1920), färöischer Rechtswissenschaftsstudent
- Lisberger, Christoph, Kreuzkantor in Dresden
- Lisberger, Steven (* 1951), US-amerikanischer Regisseur und Produzent
- Lisbie, Kevin (* 1978), jamaikanischer Fußballspieler
- Lisboa, Adriana (* 1970), brasilianische Schriftstellerin
- Lisboa, Antonio Maria (1928–1953), portugiesischer Dichter
- Lisboa, Feliciano António Nogueira, portugiesischer Gouverneur von Portugiesisch-Timor
- Lisboa, Irene (1892–1958), portugiesische Schriftstellerin und Lehrerin
- Lisboa, Joaquim Marques (1807–1897), brasilianischer Admiral
- Lisboa, Luiz Fernando (* 1955), brasilianischer Ordensgeistlicher, römisch-katholischer Erzbischof und Bischof von Cachoeiro de Itapemirim

### Lisc
- Liscano, Carlos (1949–2023), uruguayischer Schriftsteller und Übersetzer
- Liščević, Kristina (* 1989), serbische Handballspielerin
- Lisch, Georg Christian Friedrich (1801–1883), deutscher Prähistoriker, Archivar, Bibliothekar, Konservator, Heraldiker
- Lisch, Ralf (* 1951), deutscher Soziologe, Manager und Autor
- Lischetti, Barbara (1954–2003), schweizerische Gleichstellungsbeauftragte an der Uni Bern
- Lischetti, Carlo E. (1946–2005), Schweizer Maler, Bildhauer und Aktionskünstler
- Lischew, Wsewolod Wsewolodowitsch (1877–1960), russisch-sowjetischer Bildhauer und Hochschullehrer
- Lischewski, Manfred (* 1940), deutscher Politiker (CDU), MdB
- Lischewski, Otto (1913–2006), deutscher Politiker (FDP)
- Lischka, Adolf (1897–1945), tschechoslowakischer Politiker (SdP), Abgeordneter des Tschechoslowakischen Abgeordnetenhauses
- Lischka, Andreas (* 1947), österreichischer Kinderfacharzt
- Lischka, Benjamin (* 1989), deutscher Basketballspieler
- Lischka, Burkhard (* 1965), deutscher Politiker (SPD), Staatssekretär, MdB
- Lischka, Clemens (* 1953), deutscher Musikpädagoge und Medienschaffender
- Lischka, Gerhard Johann (* 1943), österreichisch-schweizerischer Kulturphilosoph, Medientheoretiker und Kurator
- Lischka, Johann Christoph (1650–1712), böhmischer Barockmaler
- Lischka, Johannes (* 1987), deutscher Basketballspieler
- Lischka, Juliane A. (* 1981), deutsche Kommunikationswissenschaftlerin
- Lischka, Karin (* 1979), österreichische SchauspielerinKarin Lischka (* 1979)

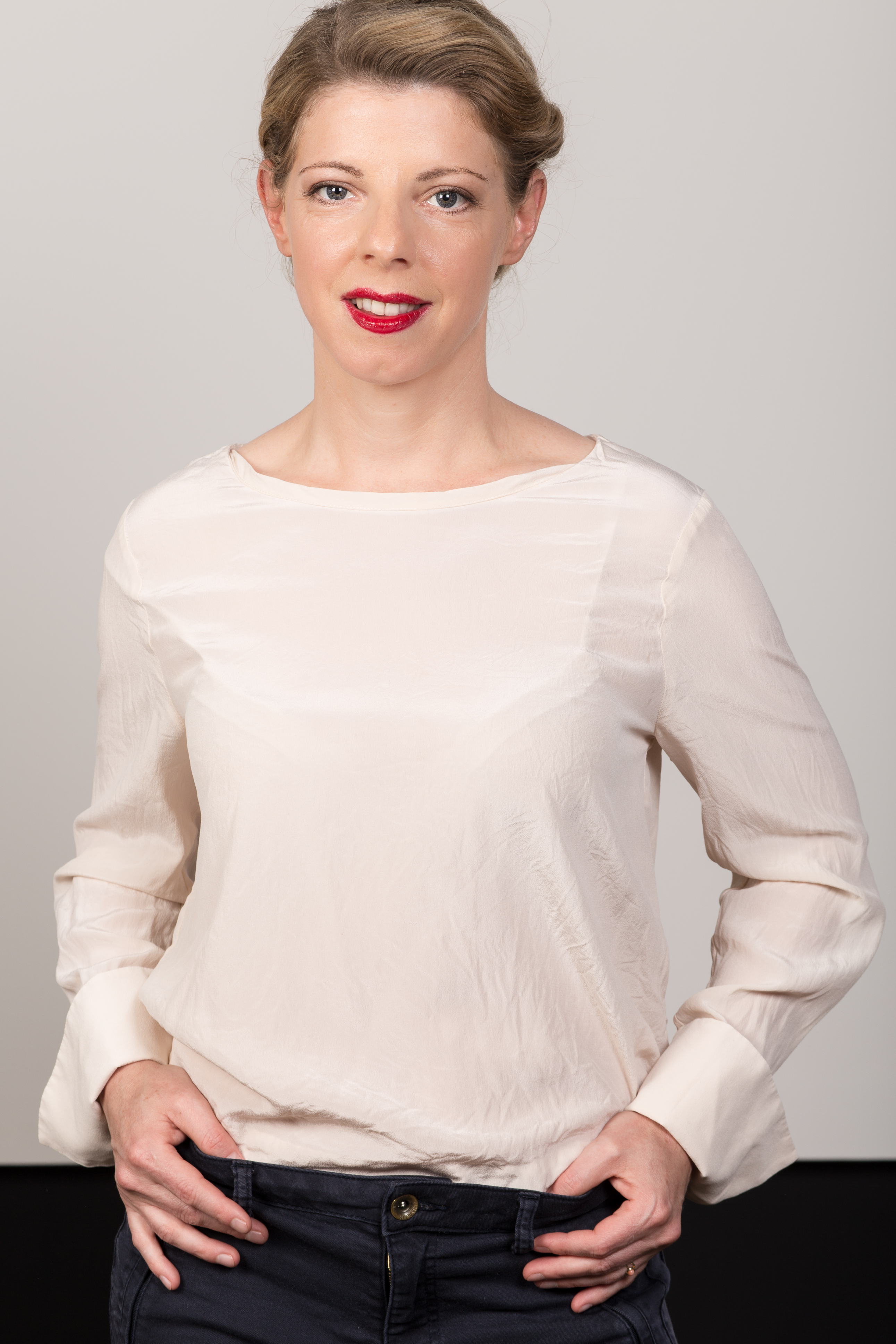
Karin Lischka (* 1979)

- Lischka, Konrad (* 1979), deutscher Journalist
- Lischka, Kurt (1909–1989), deutscher SS-Obersturmbannführer und Gestapo-Chef
- Lischka, Rainer (* 1942), deutscher Komponist
- Lischka, Vera (* 1977), österreichische Schwimmerin und Politikerin (SPÖ), Landtagsabgeordnete
- Lischke, Annika (* 1978), deutsche Künstlerin, Set-Designerin und Artdirektorin
- Lischke, Emmy (1860–1919), deutsche Landschaftsmalerin
- Lischke, Joachim (1923–2014), deutscher Fotograf
- Lischke, Karl Emil (1813–1886), deutscher Jurist, Diplomat, Kommunalpolitiker und Malakologe; Oberbürgermeister von Elberfeld
- Lischke, Reinhard Gottlob, kursächsischer Amtmann
- Lischke, Wolfgang (* 1947), deutscher Fußballspieler und -trainer
- Lischke-Pfister, Jolande (1932–2019), deutsche Künstlerin
- Lischnewska, Maria, deutsche Politikerin
- Lischtschynska, Iryna (* 1976), ukrainische Leichtathletin
- Lischtschynska, Switlana (* 1970), ukrainische Regisseurin und Drehbuchautorin
- Liscio, Tony (1940–2017), US-amerikanischer American-Football-Spieler
- Lisco, Eduard (1879–1941), deutscher klassischer Philologe und Gymnasialdirektor
- Lisco, Friedrich Gustav (1791–1866), deutscher evangelischer Theologe
- Lisco, Gustav (1819–1887), deutscher protestantischer Theologe
- Lisco, Hermann (1850–1923), deutscher Jurist und Politiker
- Lisco, Walter (1893–1951), deutscher Bundesrichter
- Liscovius, Karl Friedrich Salomon (1780–1844), deutscher Arzt und Physiologe
- Liscow, Christian Ludwig (1701–1760), deutscher Satiriker

### Lise
- Lisé, Gloria (* 1961), argentinische Schriftstellerin, Dramatikerin, Rechtsanwältin, Professorin und Musikerin
- Lisec, Eckhard (* 1944), deutscher Brigadegeneral außer Dienst des Heeres der Bundeswehr und Autor
- Lisec, Peter (1937–2009), österreichischer Maschinenbauer und Industrieller
- Lisek, Krzysztof (* 1967), polnischer Politiker, MdEP
- Lisek, Piotr (* 1992), polnischer Stabhochspringer
- Liselotte von der Pfalz (1652–1722), Prinzessin von der Pfalz, durch Heirat Herzogin von Orléans und Schwägerin Ludwigs XIV.Liselotte von der Pfalz (1652–1722)

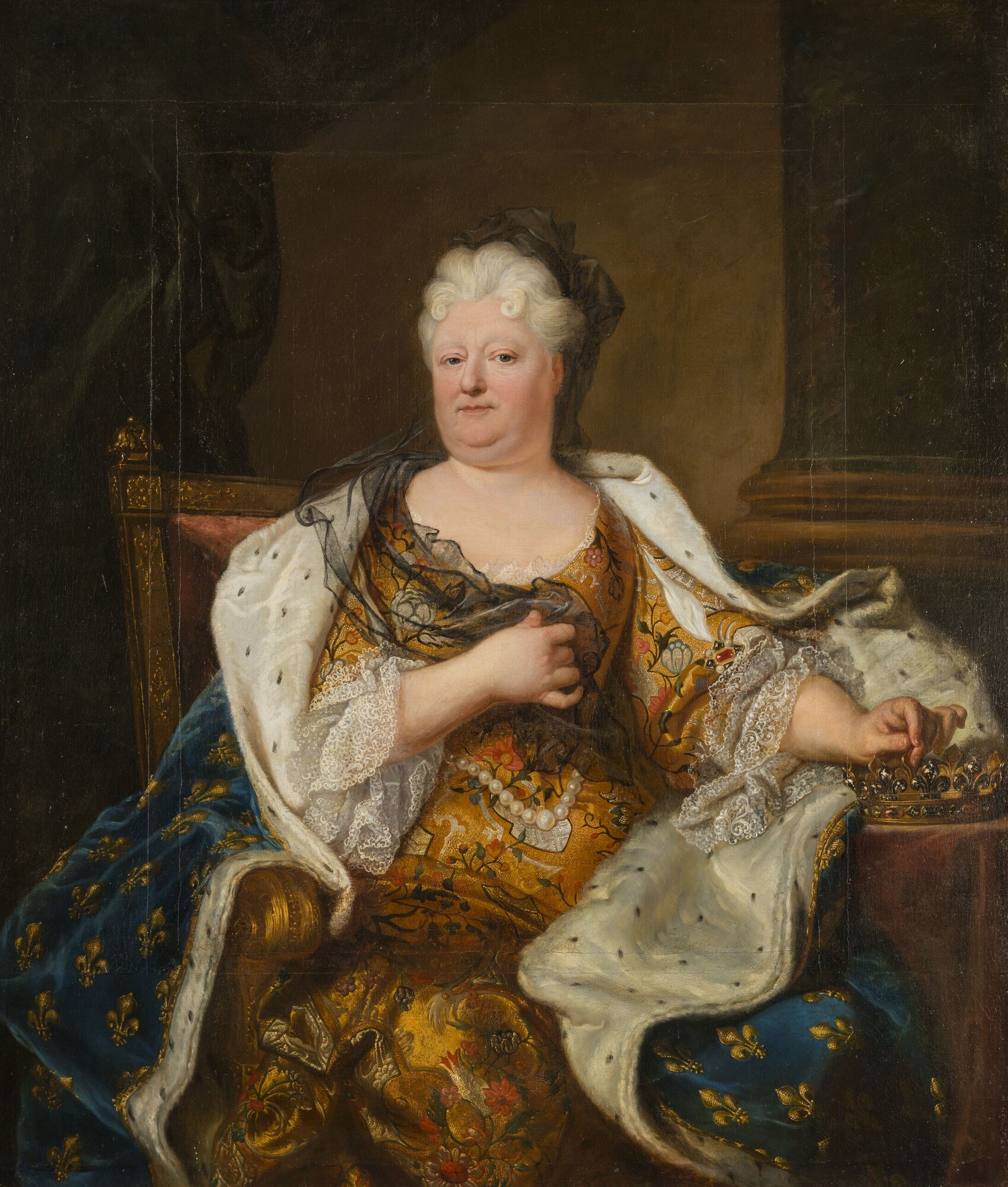
Liselotte von der Pfalz (1652–1722)

- Lisenby, Meghan (* 1992), US-amerikanische Fußballspielerin
- Lisette, Gabriel (1919–2001), tschadischer Politiker
- Lisetti, Fritz (1889–1985), österreichischer Zauberkünstler und Illusionist
- Lisewski, Adam (1944–2023), polnischer Florettfechter
- Lisewski, Stefan (1933–2016), deutscher Schauspieler

### Lisf
- Lisfranc, Jacques (1790–1847), französischer Chirurg

### Lish
- Lishman, Doug (1923–1994), englischer Fußballspieler

### Lisi
- Lisi (* 1983), deutsche Rapperin
- Lisi, Joe (* 1950), US-amerikanischer Schauspieler
- Lisi, Virna (1936–2014), italienische Filmschauspielerin
- Lisiak, Joanna (* 1971), Schweizer Schriftstellerin und Lyrikerin
- Lisiard Le Riche, französischer Adliger und Herr von Sceaux-du-Gâtinais
- Lisibach, Bernadette (* 1974), Schweizer Spitzenköchin
- Lisičan, Petr (1962–2012), tschechoslowakischer Skilangläufer
- Lisičić, Blažo (* 1972), montenegrinischer Handballspieler und Handballfunktionär
- Lisicki, Paweł (* 1966), polnischer Journalist
- Lisicki, Sabine (* 1989), deutsche Tennisspielerin
- Lisicki, Tadeusz (1910–1991), polnischer Offizier und Autor
- Lisicky, Pete (* 1976), US-amerikanisch-slowakischer Basketballspieler
- Lisiecka-Sęk, Katarzyna (* 1986), polnische Fußballschiedsrichterin
- Lisiecki, Arkadiusz (1880–1930), polnischer römisch-katholischer Bischof, Mitglied des Sejm
- Lisiecki, Florenty von (1810–1875), deutsch-polnischer Jurist und Politiker
- Lisiecki, Jan (* 1995), kanadischer klassischer Pianist
- Lisieux, Therese von (1873–1897), französische Karmelitin, Heilige, KirchenlehrerinTherese von Lisieux (1873–1897)

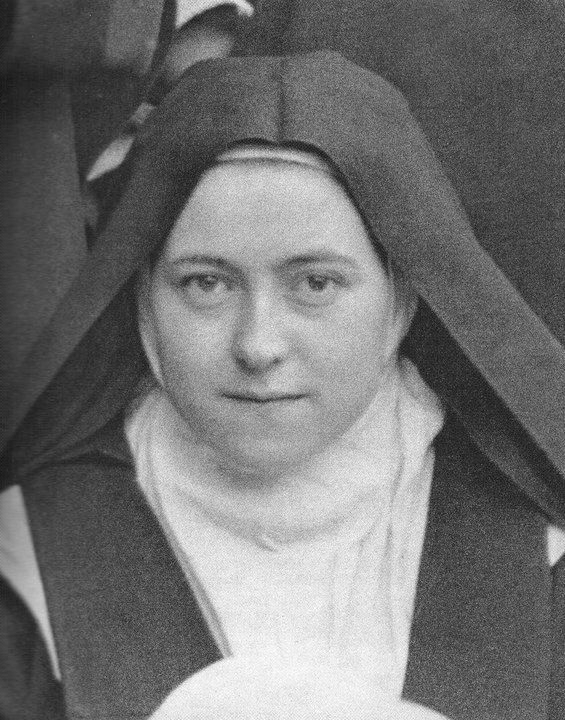
Therese von Lisieux (1873–1897)

- Lisiewicz, Klaus (* 1943), deutscher Fußballspieler
- Lisiewicz, Rainer (* 1949), deutscher Fußballspieler und -trainer
- Lisiewska, Friederike Julie (1772–1856), deutsche Malerin
- Lisiewski, Georg (1674–1750), Porträtmaler des Barock
- Lisiewsky, Christoph Friedrich Reinhold († 1794), deutscher Maler
- Lisinac, Srećko (* 1992), serbischer Volleyballspieler
- Lisini, Alessandro (1851–1945), italienischer Historiker, Politiker, Numismatiker und Archivar
- Lisinska, Natalie, kanadische Schauspielerin
- Lisinski, Vatroslav († 1854), kroatischer Komponist
- Lisitsa, Valentina (* 1973), ukrainische Pianistin
- Lisitzin, Eugenie (1905–1989), finnische Ozeanographin und Hochschullehrerin
- Lisizian, Pawel Gerassimowitsch (1911–2004), russisch-armenischer Bariton

### Lisj
- Lisjak, Ivana (* 1987), kroatische Tennisspielerin
- Lisjak, Vlado (* 1962), jugoslawischer Ringer
- Lisjukow, Alexander Iljitsch (1900–1942), sowjetischer Generalmajor

### Lisk
- Lisk, Dennis (* 1977), deutscher Soul- und Hip-Hop-Künstler und RadiomoderatorDennis Lisk (* 1977)

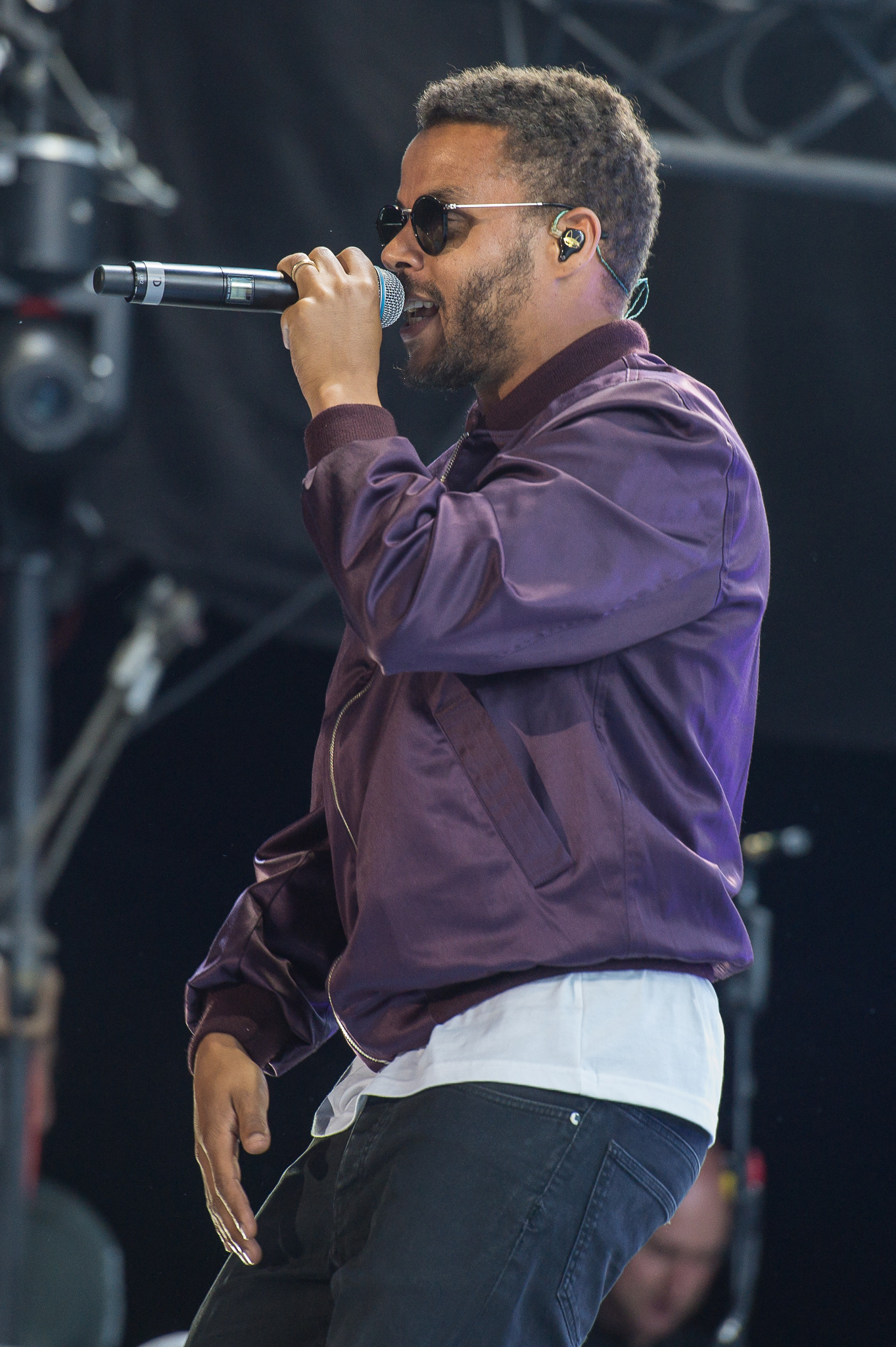
Dennis Lisk (* 1977)

- Lisk, Ricarda (* 1981), deutsche Triathletin
- Liška, Adam (* 1999), slowakischer Eishockeyspieler
- Liška, Alois (1895–1977), tschechischer General, Kommandeur der Tschechoslowakischen selbständigen gepanzerten Brigade im Zweiten Weltkrieg
- Liška, Antonín (1924–2003), tschechischer Geistlicher und römisch-katholischer Bischof von Budweis
- Liska, Ewald (1937–2017), deutscher Physiker und Musiker
- Liska, Hans (1907–1983), österreichischer Zeichner, Maler und Illustrator
- Liska, Hermine (1930–2024), österreichische Zeugin Jehovas und Zeitzeugin
- Liška, Ivan (* 1950), tschechisch-deutscher Tänzer und Direktor des Bayerischen Staatsballetts
- Liška, Karel (1914–1987), tschechischer Maler
- Liška, Ludvík (1929–2021), tschechoslowakischer Leichtathlet
- Liška, Martin (* 1976), slowakischer Radrennfahrer
- Liška, Ondřej (* 1977), tschechischer Politiker, Mitglied des Abgeordnetenhauses
- Liška, Pavel (1941–2021), tschechisch-deutscher Kunsthistoriker, Hochschuldirektor und Publizist
- Liška, Pavel (* 1971), tschechischer Film- und Theaterschauspieler
- Liska, Urs (1973–2024), deutscher Pianist und Musiktheoretiker
- Liska, Vivian (* 1956), US-amerikanische Germanistin
- Liska, Walter (1899–1949), deutscher Polizeibeamter und SS-Führer
- Liška, Zdeněk (1922–1983), tschechoslowakischer Komponist
- Liske, David (* 1983), deutscher Schauspieler, Sprecher und Sänger
- Liske, Markus (* 1967), deutscher Autor und Liedtheater-Programmautor mit Der Singende Tresen
- Liske, Michael-Thomas (* 1954), deutscher Philosoph
- Lisken, Emmy (1923–2020), deutsche Opern-, Konzert- und Oratoriensängerin in der Stimmlage Alt
- Lisken, Gerd (1928–2018), deutscher Komponist, Musiker und Performer
- Lisken, Hans (1931–2004), deutscher Jurist und Polizeipräsident
- Liskov, Barbara (* 1939), amerikanische Informatikerin und TuringpreisträgerinBarbara Liskov (* 1939)

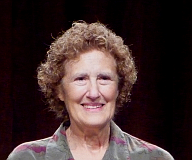
Barbara Liskov (* 1939)

- Liskova, Antonia (* 1977), italienisch-slowakische Schauspielerin
- Líšková, Stanislava (* 1997), slowakische Fußballspielerin
- Liskow, Alfred (* 1910), deutscher Soldat und Tischler
- Liskow, Egbert (* 1957), deutscher Politiker (CDU), MdL
- Liskow, Franz-Robert (* 1987), deutscher Politiker (CDU), MdL
- Liskowacki, Artur Daniel (* 1956), polnischer Prosaschriftsteller, Essayist, Theaterkritiker und Kinderbuchautor

### Lisl
- L’Isle de la Croyère, Louis de (1690–1741), französischer Astronom
- Lisle, Andrew (* 1988), britischer Jazz- und Improvisationsmusiker (Schlagzeug)
- Lisle, Brian de († 1234), anglonormannischer Ritter und Forstrichter
- L’Isle, Gaston de (1502–1579), Bürgermeister von Bordeaux
- Lisle, Holly (1960–2024), US-amerikanische Autorin von Fantasy- und Science-Fiction-Literatur
- Lisle, John de, 2. Baron Lisle († 1355), englischer Adliger und Militär
- Lisle, Marcus C. (1862–1894), US-amerikanischer Politiker
- Lisle, Thomas († 1361), englischer Ordensgeistlicher, Bischof von Ely
- L’Isle-Adam, Jean de (1500–1572), französischer Adliger und Militär
- L’Isle-Jourdain, Bertrand I. de, französischer Militär
- Lislegaard, Ann (* 1962), norwegische Fotografin und Multimedia-Künstlerin
- Lislerud Hansen, Jan-Richard (* 1983), norwegischer Handballspieler
- Lislevand, André (* 1993), norwegisch-italienischer Gambist
- Lislevand, Rolf (* 1961), norwegischer Gitarrist und Lautenist

### Lism
- Lismanini, Francesco († 1566), italienischer Reformator in Polen
- Lismann, Heinrich (1870–1950), deutscher Bankier
- Lismann, Hermann (1878–1943), deutscher Maler, Schriftsteller und Hochschullehrer
- Lismer, Arthur (1885–1969), kanadischer Maler und Kunstpädagoge
- Lismonde, Jules (1908–2001), belgischer Maler, Grafiker und Zeichner
- Lismont, Karel (* 1949), belgischer Langstreckenläufer und Gewinner zweier olympischer Medaillen

### Lisn
- Lisnard, Jean-René (* 1979), monegassischer Tennisspieler
- Lisner, Kerstin (* 1996), deutsche Boulespielerin
- Lisner, Margrit (1920–2014), deutsche Kunsthistorikerin
- Lisnic, Tatiana (* 1974), moldauische Opernsängerin
- Lisnjanskaja, Inna Lwowna (1928–2014), sowjetische bzw. russische Dichterin

### Liso
- Lisola, Franz von (1613–1674), Diplomat in kaiserlich-habsburgischen Diensten und politischer Publizist
- Lison, Barbara (* 1956), deutsche Bibliotheksdirektorin
- Lison, David (* 1994), deutscher Schauspieler
- Lisovsky, Robert (1893–1982), ukrainischer Maler und Grafiker
- Lisowicz, Tomasz (1977–2024), polnischer Radrennfahrer
- Lisowska, Aleksandra (* 1990), polnische Leichtathletin
- Lisowska, Ewelina (* 1991), polnische Pop-Rocksängerin
- Lisowski, Franciszek (1876–1939), polnischer Geistlicher, Bischof von Tarnów
- Lisowski, Jack (* 1991), englischer Snookerspieler
- Lisowski, Rainer, deutscher Politik- und Wirtschaftswissenschaftler
- Lisowski, Reginald (1926–2005), US-amerikanischer Wrestler
- Lisowsky, Arthur (1895–1952), deutscher Wirtschaftswissenschaftler und Hochschullehrer

### Lisp
- Lispector, Clarice (1920–1977), brasilianische SchriftstellerinClarice Lispector (1920–1977)

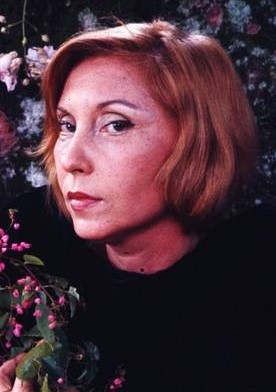
Clarice Lispector (1920–1977)

- Lisperguer, Pedro (1535–1604), deutscher Konquistador in spanischen Diensten, chilenischer Kolonialaristokrat

### Liss
- Liss, Alina (* 1991), deutsche Schauspielerin
- Liss, Birgit (* 1971), deutsche Physiologin und Hochschullehrerin
- Liss, David (* 1966), US-amerikanischer Schriftsteller
- Liss, Eckhart (* 1958), deutscher Musiker, Bildhauer, Dozent, Leiter des Kulturdenkmals Hermannshof in Völksen
- Liss, Eran (* 1975), israelischer Schachspieler
- Liss, Friedrich (1795–1878), deutscher Jurist und Bürgermeister
- Liss, Hanna (* 1964), deutsche Bibelwissenschaftlerin und Judaistin
- Liss, Johann († 1631), deutscher Maler
- Liß, Klaus-Dieter (* 1962), deutsch-australischer Physiker im Bereich der experimentellen Röntgen und Neutronenstreuung und deren Anwendung
- Liß, Lucas (* 1992), deutscher RadrennfahrerLucas Liß (* 1992)

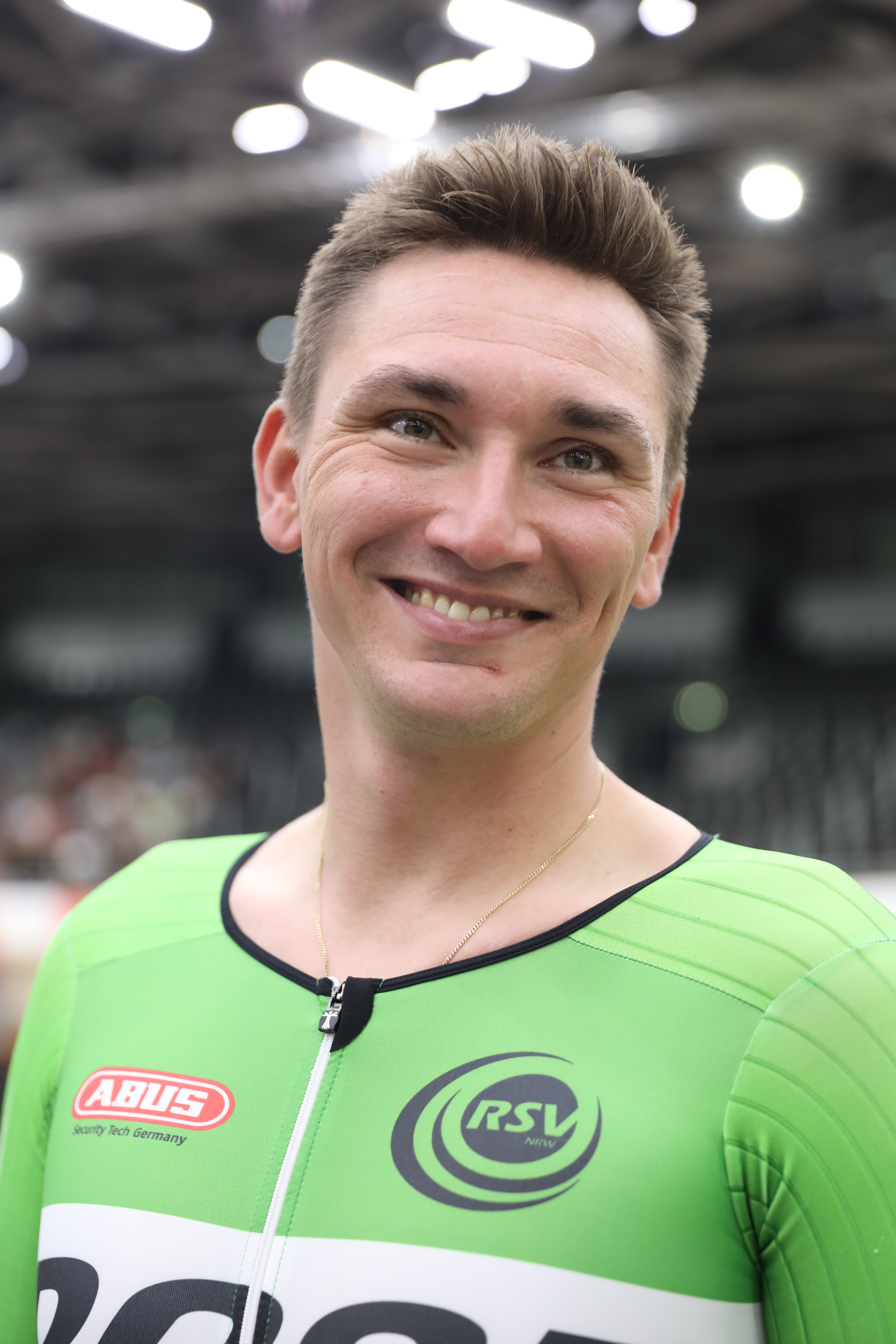
Lucas Liß (* 1992)

- Liss, Peggy K. (1927–2023), US-amerikanische Historikerin und Hispanistin
- Liß, Ulrich (1897–1968), deutscher Offizier, zuletzt Generalmajor im Zweiten Weltkrieg
- Lissa, Eva (1913–1988), deutsch-österreichische Schauspielerin
- Lissa, Jia (* 1996), russische Pornodarstellerin
- Lissa, Zofia (1908–1980), polnische Musikwissenschaftlerin
- Lissabon-Ripper, Serienmörder in Lissabon
- Lissack, Gerda (1904–1942), deutsche Grafikerin, Zeichnerin und Widerstandskämpferin
- Lissack, Selwyn (* 1942), südafrikanisch-US-amerikanischer Medienkünstler, Unternehmer und Jazzschlagzeuger
- Lissagaray, Prosper-Olivier (1838–1901), französischer Journalist und Teilnehmer an der Pariser Kommune
- Lissajous, Jules Antoine (1822–1880), französischer Physiker, Entwickler der Lissajous-Figuren
- Lissak, Mosche (1928–2018), israelischer Soziologe
- Lissak, Ormond Mitchell (1861–1912), US-amerikanischer Erfinder und Waffentechniker
- Lissakowitsch, Wital (* 1998), belarussischer Fußballspieler
- Lissarrague, Barbara (* 1966), französisch-schweizerische Distanzreiterin, Züchterin und Trainerin
- Lissarrague, François (1947–2021), französischer Klassischer Archäologe
- Lissat, Jens, deutscher Musiker und DJ
- Lissau, Uwe (* 1952), deutscher Jurist
- Lissauer, Abraham (1832–1908), deutscher Arzt, Anthropologe und Archäologe
- Lissauer, Ernst (1882–1937), deutscher Lyriker, Dramatiker und PublizistErnst Lissauer (1882–1937)

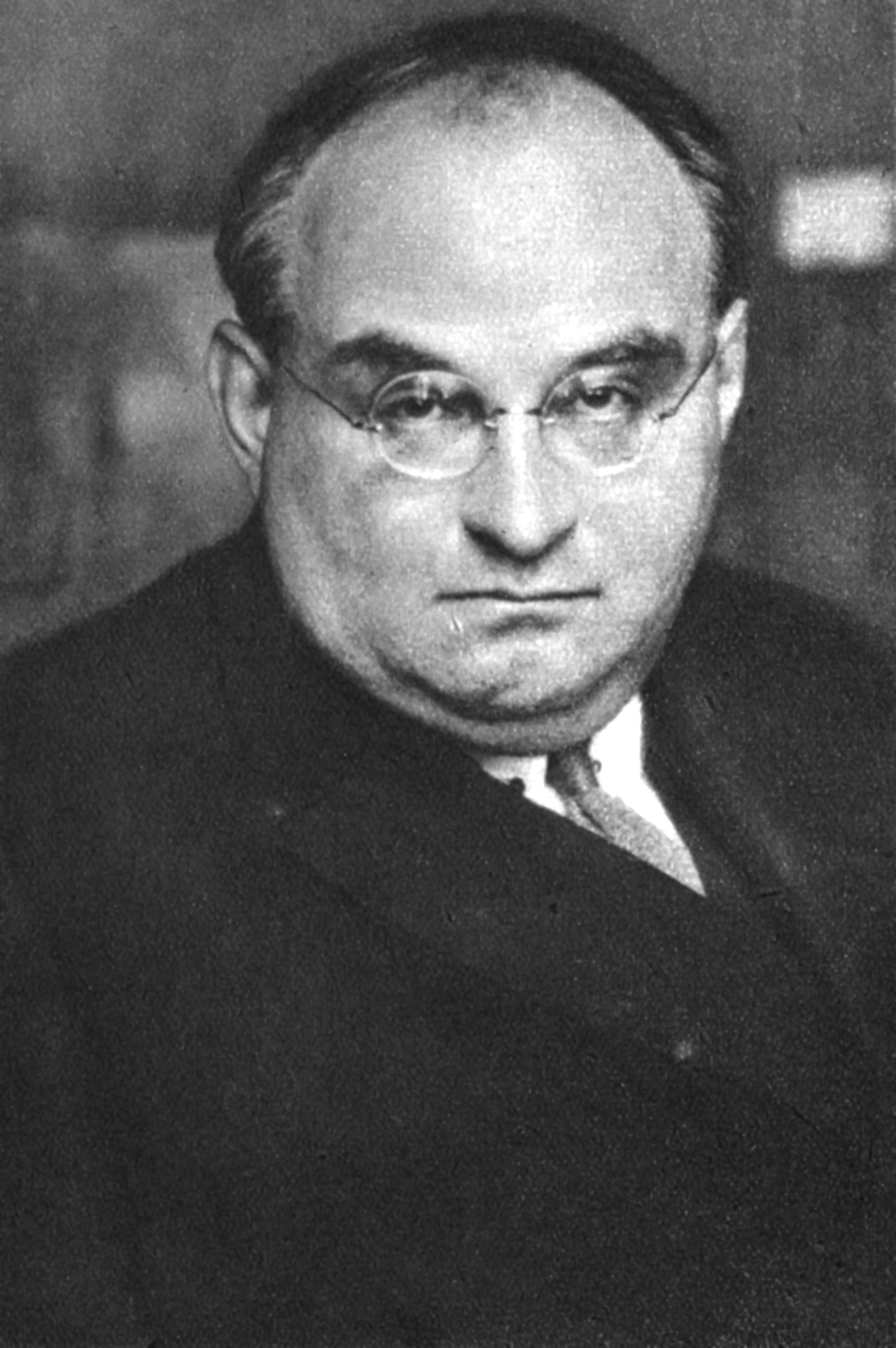
Ernst Lissauer (1882–1937)

- Lissauer, Heinrich (1861–1891), deutscher Neurologe
- Lissauer, Trevor (* 1973), US-amerikanischer Schauspieler und Musiker
- Lissawez, Jauhen (* 1994), belarussischer Eishockeyspieler
- Lißbauer, Karl (1882–1941), österreichischer Ministerialrat und Senatspräsident beim deutschen Reichsgericht
- Lisse, Armgert van († 1472), Ordensfrau im Klosters Diepenveen
- Lisse, Jalen (* 2000), surinamischer Sprinter
- Lissek, Michael (* 1969), deutscher Autor, Regisseur und Produzent von Radio-Features
- Lissek, Paul (* 1947), deutscher Hockeyspieler und -trainer
- Lissek, Zenon (1962–2021), polnischer Fußballspieler
- Lissel, Edgar (* 1965), deutscher Fotograf und bildender Künstler
- Lissel, Franziska, deutsche Chemikerin und Hochschullehrerin
- Lissel, Karin (* 1987), schwedische Fußballspielerin
- Lissenko, Nathalie (1884–1969), ukrainische Schauspielerin
- Lissette (* 1947), kubanische Sängerin, Komponistin und Schauspielerin
- Lissiak, Elvi (1929–1996), italienische Schauspielerin
- Lissie (* 1982), US-amerikanische Folk-Rock-Singer-Sonwriterin
- Lissignol, Théodore (1820–1886), Schweizer Vermessungstechniker, Jurist und Politiker
- Lissin, Enwer Gennadjewitsch (* 1986), russischer Eishockeyspieler
- Lissin, Wladimir Sergejewitsch (* 1956), russischer Unternehmer, Wissenschaftler und MilliardärWladimir Sergejewitsch Lissin (* 1956)

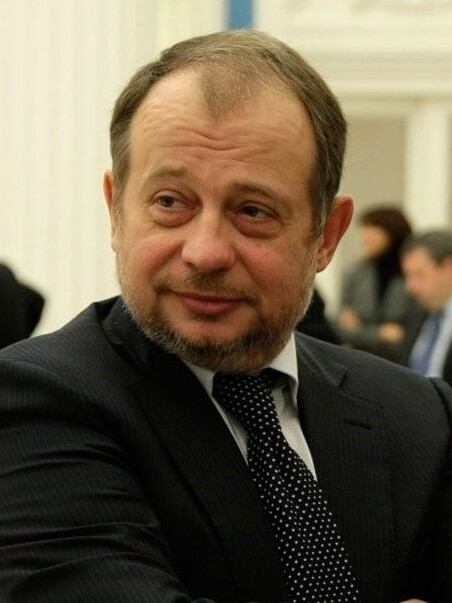
Wladimir Sergejewitsch Lissin (* 1956)

- Lissing, Daniel (* 1981), australischer Schauspieler
- Lissinna, Ernst (1934–2024), deutscher Offizier
- Lissinowa, Ljussik Artemjewna (1897–1917), russische Kommunistin
- Lissitsa, Alexej (* 1974), ukrainischer Agrarwissenschaftler
- Lissitschkow, Swetlosar (* 1960), bulgarischer Bildhauer
- Lissitzky, El (1890–1941), russischer Maler, Grafikdesigner, Architekt, Typograf und FotografEl Lissitzky (1890–1941)

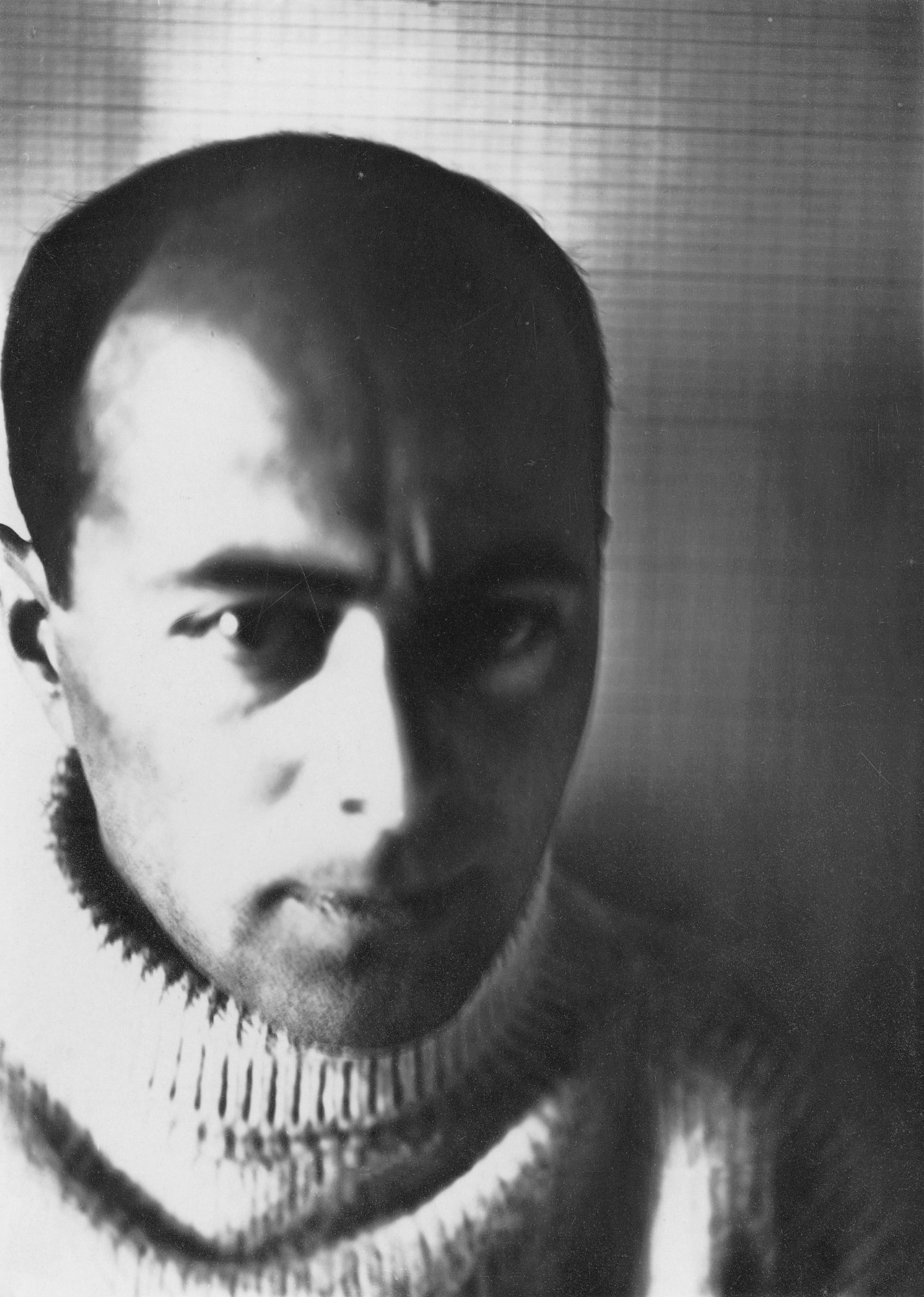
El Lissitzky (1890–1941)

- Lissitzky-Küppers, Sophie (1891–1978), deutsche Kunsthistorikerin, Förderin der Avantgarde, Autorin und Kunstsammlerin
- Lissizian, Srbui Stepanowna (1893–1979), armenisch-sowjetische Ethnografin
- Lissizian, Tamara Nikolajewna (1923–2009), russische Regisseurin und Drehbuchautorin
- Lissizki, Wiktor Nikitowitsch (1939–2023), sowjetischer Turner
- Lissizyn, Georgi Michailowitsch (1909–1972), sowjetischer Schachspieler
- Lissizyna, Jewgenija (* 1942), lettische Organistin
- Lissjanskaja, Anna Grigorjewna (1917–1999), russisch-ukrainische Schauspielerin
- Lissjanski, Juri Fjodorowitsch (1773–1837), russischer Marineoffizier und Entdecker
- Lissmann, Friedrich (1880–1915), deutscher Maler und Holzschnitzer
- Lissmann, Hans (1885–1964), deutscher Tenor und Gesangslehrer
- Lissmann, Hans Werner (1909–1995), deutsch-britischer Zoologe
- Lissmann, Kurt (1902–1983), deutscher Komponist
- Lissmann, Paul (1879–1929), deutscher Neurologe
- Lissner, Anneliese (1925–2008), deutsche Philologin und Journalistin
- Lissner, Anton (1885–1970), deutscher Chemiker und Techniker
- Lissner, Eduard (1891–1951), deutscher Politiker (SPD/SED) und Gewerkschafter
- Lissner, Erich (1902–1980), deutscher Journalist
- Lissner, Ivar (1909–1967), deutscher Autor und Publizist
- Lissner, Josef (1923–2006), deutscher Radiologe
- Lissner, Marion, deutsche Fußballspielerin
- Lissner, Odilia (* 1950), deutsche Gefängnisleiterin, Richterin und Verfassungsrichterin
- Lissner, Stéphane (* 1953), französischer Theater- und Operndirektor
- Lisso, Justin (* 1999), deutscher Skispringer
- Lisso, Kurt (1892–1945), deutscher Jurist und nationalsozialistischer Lokalpolitiker
- Lissohor, Maryna (* 1983), ukrainische Skilangläuferin
- Lissohor, Oleh (* 1979), ukrainischer Schwimmsportler
- Lisson, Bernhard (1909–1978), deutscher Jesuit, Missionar und Märtyrer
- Lisson, Frank (* 1970), deutscher Autor
- Lisson, Heinrich (1867–1933), deutscher Schauspieler, Aufnahmeleiter und Filmregisseur
- Lißon, Karen (* 1991), deutsche Volleyballspielerin
- Lisson, Peter (* 1936), deutscher Eisenbahnmanager
- Lissoni, Andrea (* 1970), italienischer Kurator, Herausgeber und HochschullehrerAndrea Lissoni (* 1970)

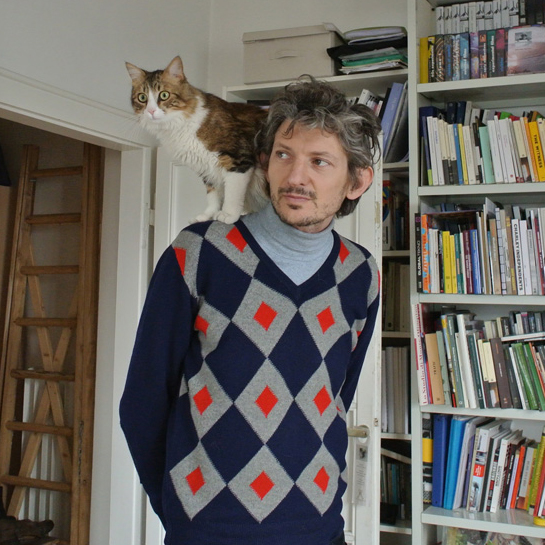
Andrea Lissoni (* 1970)

- Lissoni, Piero (* 1956), italienischer Designer
- Lissouba, Jocelyne, First Lady der Republik Kongo
- Lissouba, Pascal (1931–2020), kongolesischer Politiker, Präsident der Republik Kongo
- Lissouski, Aljaksandr (* 1985), belarussischer Bahn- und Straßenradrennfahrer
- Lissowaja, Marija Pawlowna (* 1994), russische Schauspielerin
- Lissowenko, Marharyta (* 2007), ukrainische Snookerspielerin
- Lissowska-Nyschankiwska, Soja (* 1927), ukrainische Malerin und Kulturschaffende
- Lissowskaja, Natalja Wenediktowna (* 1962), russische Kugelstoßerin und Olympiasiegerin
- Lissowski, Andrei Alexandrowitsch (* 1975), russischer Zoologe und Mammaloge
- Lissowski, Igor Olegowitsch (* 1954), russischer Eiskunstläufer und Eiskunstlauftrainer
- Lissowski, Nikolai Michailowitsch (1854–1920), russischer Bibliograph und Hochschullehrer
- Lissu, Tundu (* 1968), tansanischer Politiker, Rechtsanwalt, Oppositioneller
- Lissunow, Boris Pawlowitsch (1898–1946), sowjetischer Flugzeugkonstrukteur
- Lissutin, Iwan Sergejewitsch (* 1987), russischer Eishockeytorwart
- Lissy, Raimund (* 1966), österreichischer Violinist und Mitglied der Wiener Philharmoniker

### List
- List, Adam (1776–1827), ungarischer Beamter, Musiker und Vater des Komponisten und Pianisten Franz Liszt
- List, Adele (1893–1983), österreichische Modistin
- List, Adolph Moritz (1861–1938), deutscher Chemiker und Unternehmer
- List, Andreas (1904–1956), deutscher Verwaltungsjurist und Leiter des bayerischen Landwirtschaftsamtes München
- List, August (1824–1890), deutscher Kaufmann und Politiker (NLP), MdR
- List, Benjamin (* 1968), deutscher Chemiker, Direktor am Max-Planck-Institut für KohlenforschungBenjamin List (* 1968)

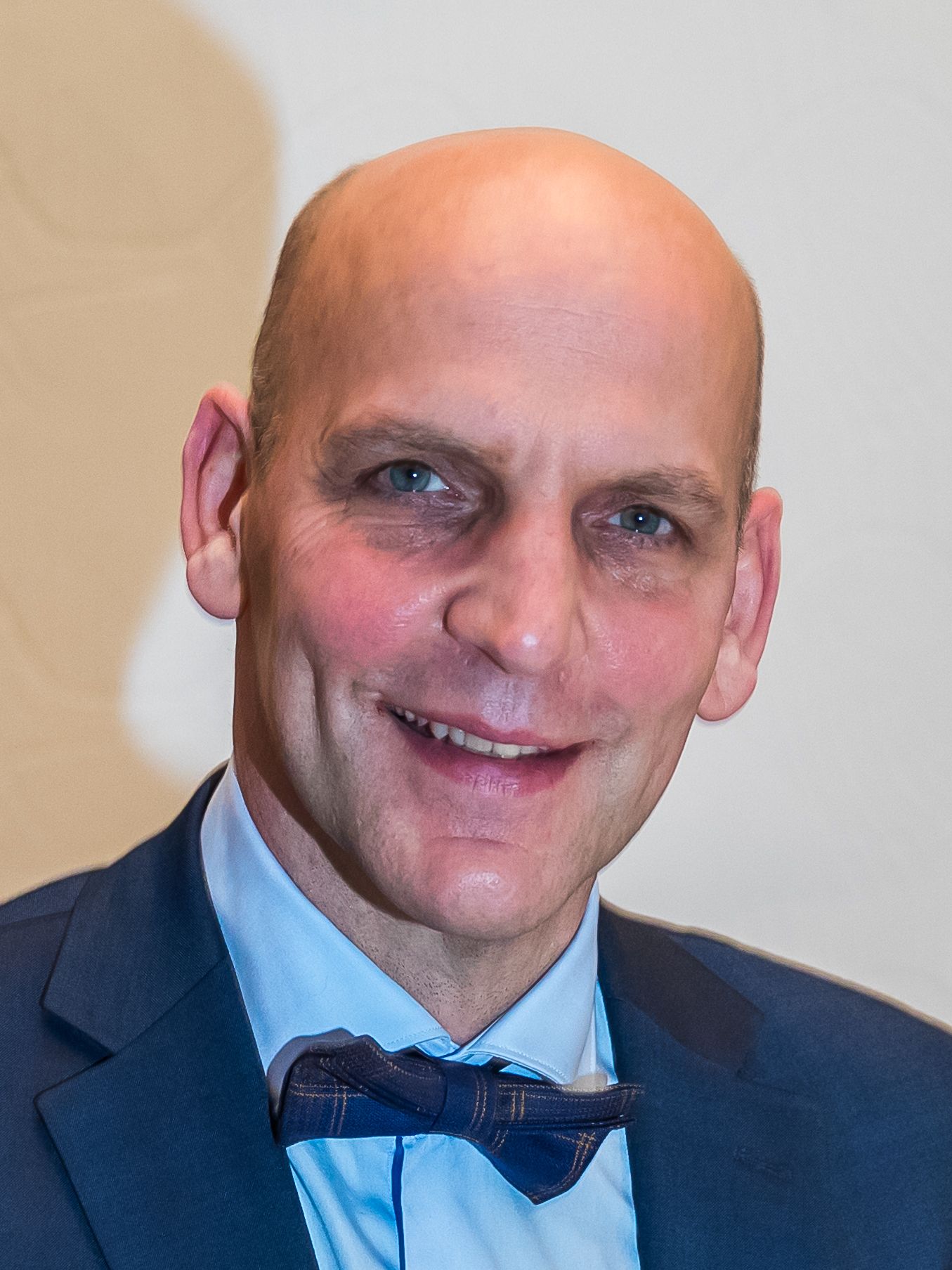
Benjamin List (* 1968)

- List, Berndt (1944–2018), deutscher Schriftsteller
- List, Carl (1880–1959), deutsch-namibischer Unternehmer und Bankkaufmann im damaligen deutschen Schutzgebiet Deutsch-Südwestafrika
- List, Carl Felix (1902–1968), deutscher Mediziner
- List, Caroline (* 1964), österreichische Juristin
- List, Christian (* 1973), deutscher Philosoph und Hochschullehrer
- List, Daniela (* 1968), österreichische Politikerin (ÖVP), Abgeordnete zum Nationalrat
- List, David (* 1999), deutscher Mountainbikesportler
- List, Elisabeth (1946–2019), österreichische Philosophin
- List, Ellen (* 1898), deutsche Schriftstellerin
- List, Emanuel (1888–1967), österreichisch-amerikanischer Opernsänger (Bass)
- List, Eugene (1918–1985), US-amerikanischer Pianist und Musikpädagoge
- List, Felix (1824–1892), deutscher Buchhändler, Antiquar und Auktionator
- List, Franz (1856–1920), österreichischer Politiker (Deutsche Vereinigung), Landtagsabgeordneter
- List, Franz (1878–1946), österreichischer Maschinenbauer und Hochschullehrer
- List, Friedrich (1789–1846), deutscher Nationalökonom, Unternehmer, Diplomat und Eisenbahn-PionierFriedrich List (1789–1846)

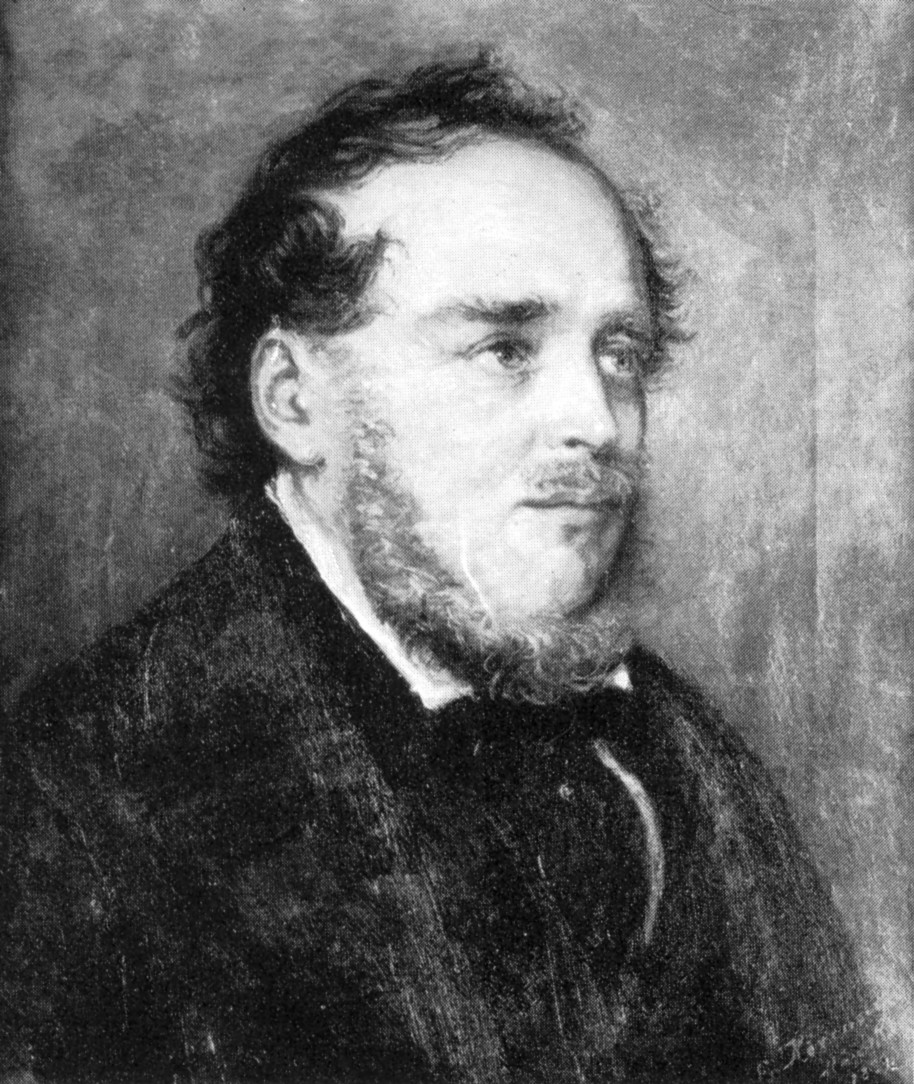
Friedrich List (1789–1846)

- List, Friedrich (1869–1940), deutscher Jurist und Politiker (NLP), MdR
- List, Friedrich (1887–1965), deutscher Jurist und Bibliothekar
- List, Garrett (1943–2019), US-amerikanischer Posaunist und Komponist
- List, Gudula (* 1938), deutsche Psychologin (Heilpädagogische Psychologie) und Hochschullehrerin
- List, Guido von (1848–1919), österreichischer Schriftsteller und Begründer der Ariosophie
- List, Gustav (1835–1913), Unternehmer in Moskau
- List, Hans (* 1880), deutscher Architekt
- List, Hans (1896–1996), österreichischer Wissenschaftler und Unternehmer
- List, Hans (1902–1977), deutscher Maler
- List, Heinrich (1882–1942), deutscher Landwirt, Gerechter unter den Völkern
- List, Heinrich (1915–2018), deutscher Jurist, Richter des Bundesfinanzhofs
- List, Heinrich Philipp (1906–1942), deutscher Widerstandskämpfer gegen den Nationalsozialismus
- List, Helmut (* 1941), österreichischer Industrieller
- List, Herbert (1903–1975), deutscher Fotograf
- List, Hermann (1904–1987), deutscher Schriftsteller und Journalist
- List, Horst Friedrich (1924–1976), deutscher Schriftsteller
- List, Inge (1916–2003), österreichische Schauspielerin
- List, Jacob Alfred (1780–1848), Buchhändler und Verleger in Berlin
- List, Johann Friedrich (1787–1868), deutscher Verwaltungsjurist
- List, John (1925–2008), US-amerikanischer Massenmörder
- List, John (* 1968), US-amerikanischer Ökonom
- List, Julius (1864–1914), bayerischer Oberst und Kommandeur des Reserve-Infanterie-Regiments 16 im Ersten Weltkrieg
- List, Jürgen van der (* 1943), deutscher Ingenieur und Hochschullehrer
- List, Karl (1854–1939), österreichischer Politiker (CSP), Landtagsabgeordneter, Abgeordneter zum Nationalrat, Mitglied des Bundesrates
- List, Karl Wilhelm (1872–1947), Präsident der Eisenbahndirektionen Augsburg und München
- List, Kurt (* 1954), österreichischer Militär und Politiker (FPÖ, BZÖ), Landtagsabgeordneter, Abgeordneter zum Nationalrat
- List, Liesbeth (1941–2020), niederländische Sängerin
- List, Manfred (* 1936), deutscher Politiker (CDU), MdL
- List, Marietheres (1946–2018), deutsche Theaterwissenschaftlerin und Intendantin
- List, Martha (1908–1992), deutsche Wissenschaftshistorikerin
- List, Martina (* 1958), österreichische Kostümbildnerin
- List, Maximilian (* 1910), deutscher SS-Hauptsturmführer im KZ Alderney
- List, Niki (1956–2009), österreichischer Filmregisseur, Drehbuchautor und Produzent
- List, Nikol († 1699), Räuberhauptmann
- List, Nikolaus (* 1965), deutscher Maler und Bildhauer
- List, Paul (1869–1929), deutscher Verleger in Leipzig
- List, Peyton (* 1986), US-amerikanische Schauspielerin
- List, Peyton (* 1998), US-amerikanische SchauspielerinPeyton List (* 1998)

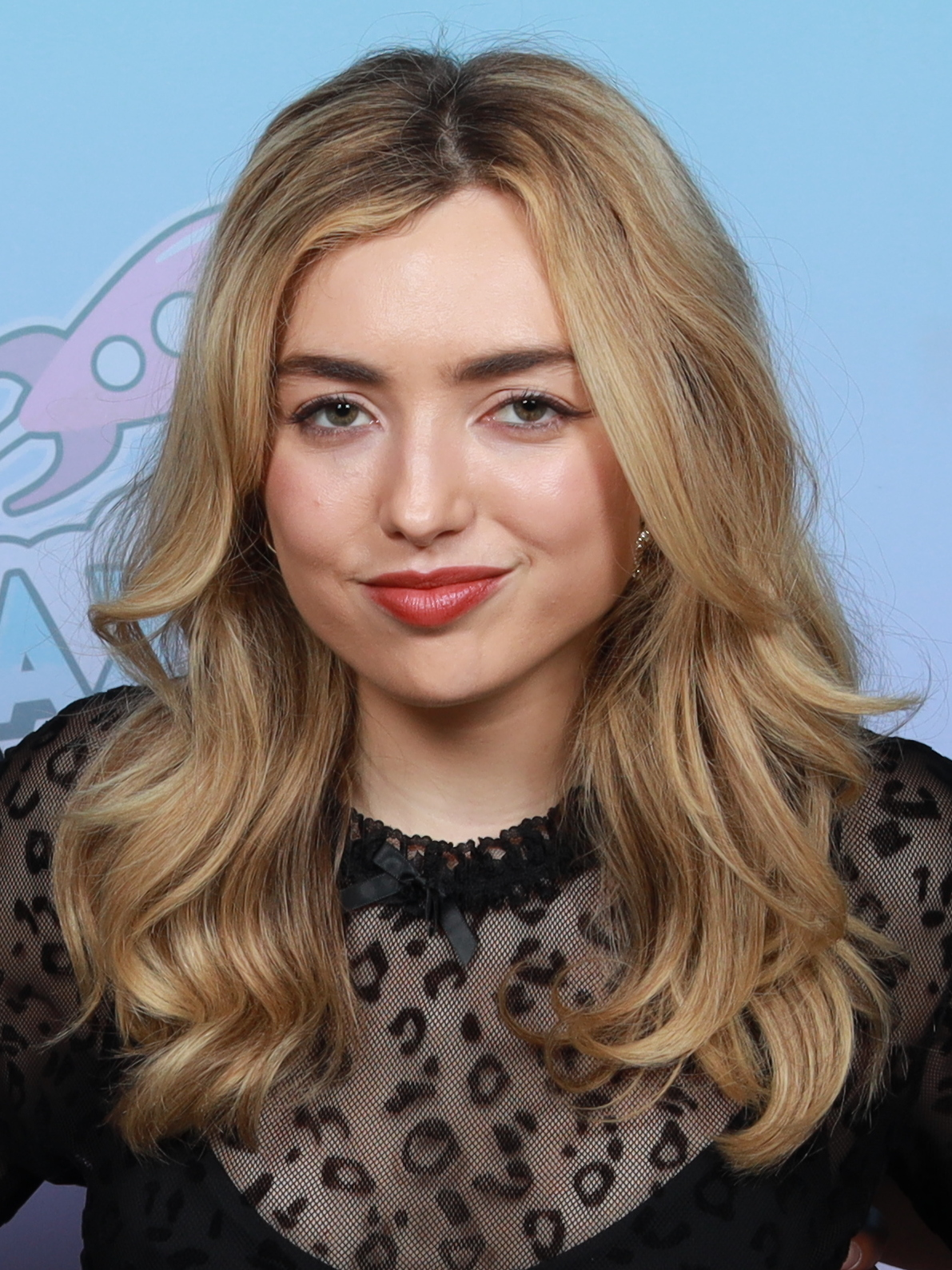
Peyton List (* 1998)

- List, Robert (* 1936), US-amerikanischer Politiker
- List, Rudolf (1901–1979), österreichischer Schriftsteller und Journalist
- List, Sylvia (* 1941), deutsche literarische Übersetzerin
- List, Theodor (1812–1887), Landtagsabgeordneter Großherzogtum Hessen
- List, Wilhelm (1864–1918), österreichischer Maler und Grafiker des Jugendstils
- List, Wilhelm (1880–1971), deutscher GeneralfeldmarschallWilhelm List (1880–1971)

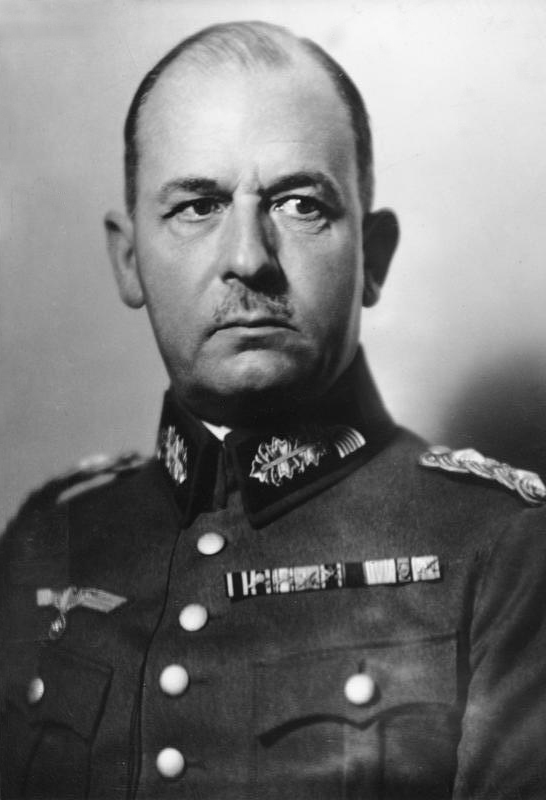
Wilhelm List (1880–1971)

- List, Wolf (* 1955), deutscher Schauspieler
- List, Wolfgang (1935–1995), deutscher Politiker (SPD), MdL Bayern
- List-Gersheim, Irmentrud (1904–1984), österreichische Malerin
- List-Petersen, Nis-Edwin (* 1947), dänischer Diakon, Religionspädagoge, Büchereidirektor, Komponist, Musiker und Autor
- Lista, Alberto (1775–1848), spanischer Mathematiker und Schriftsteller
- Lista, Mónica (1945–2016), deutsche Malerin und Objektkünstlerin
- Listabarth, Martin (* 1991), österreichischer Jazzmusiker (Piano, Komposition)
- Listau, Kristine (* 1977), deutsche Verlegerin und Übersetzerin
- Listau, Thor (1938–2014), norwegischer konservativer Politiker, Mitglied des Storting und Wirtschaftsmanager
- Listavičius, Artūras (* 1970), litauischer Manager, Vizepräsident des Konzerns „MG Baltic“
- Listavičius, Juozas (* 1929), litauischer Ökonom, Politiker und ehemaliges Mitglied des Seimas (Parlament) und der Baltischen Versammlung
- Liste, Heinz (1923–1990), deutscher Landwirt, MdV (DBD)
- Listecki, Jerome (* 1949), US-amerikanischer Geistlicher, römisch-katholischer Erzbischof von Milwaukee
- Listemann, Bernhard (1841–1917), deutsch-amerikanischer Geiger und Musikpädagoge
- Listemann, Helmuth (1872–1924), deutscher Diplomat
- Listemann, Klaus (* 1940), deutscher Generalmajor der Nationalen Volksarmee
- Listemann, Wilhelm Ludwig Conrad (1832–1893), Kommunalpolitiker in Magdeburg
- Listenius, Nikolaus, deutscher Musiktheoretiker und Komponist
- Lister, Adrian (* 1955), britischer Paläontologe und Paläobiologe
- Lister, Anne (1791–1840), englische Landbesitzerin und TagebuchschreiberinAnne Lister (1791–1840)

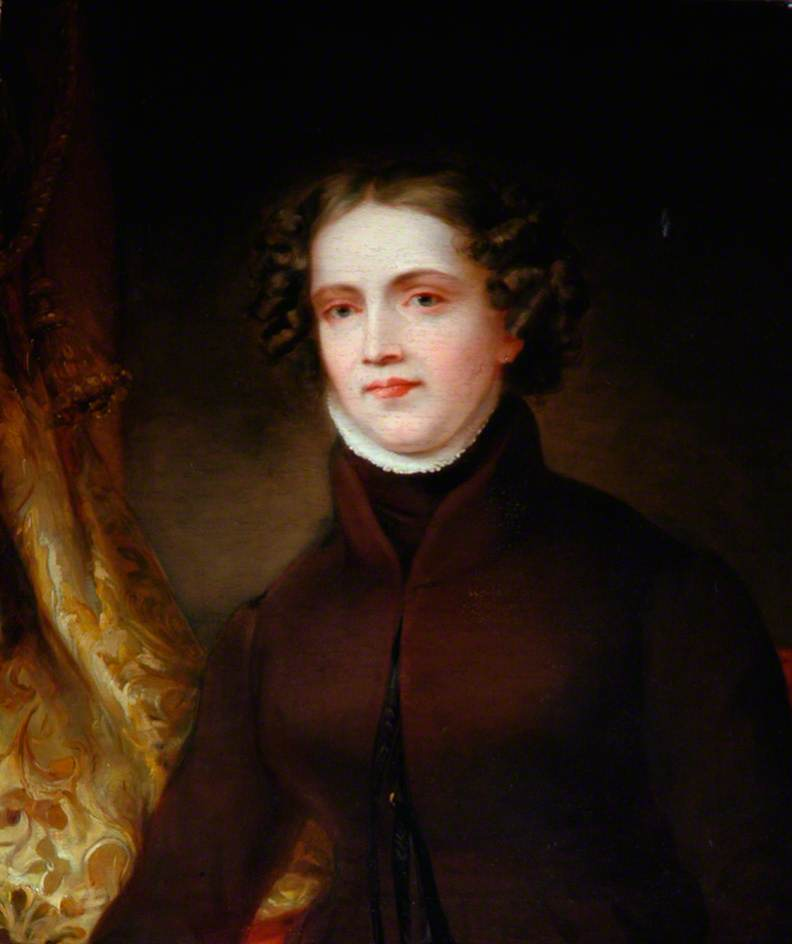
Anne Lister (1791–1840)

- Lister, Aynsley (* 1976), britischer Rock-/Blues-Gitarrist und Sänger
- Lister, Big Bill (1923–2009), US-amerikanischer Country-Musiker
- Lister, Brian (1926–2014), britischer Autorennfahrer, Rennwagenkonstrukteur und Unternehmer
- Lister, Cornelia (* 1994), schwedische Tennisspielerin
- Líster, Enrique (1907–1994), spanischer Kommunist und Kommandant im Spanischen Bürgerkrieg
- Lister, Ernest (1870–1919), US-amerikanischer Politiker
- Lister, Geoffrey, englischer Rebellenführer
- Lister, Grace (* 2004), britische Radsportlerin
- Lister, Gwen (* 1953), namibische Journalistin
- Lister, Joseph Jackson (1786–1869), britischer Physiker und Optiker
- Lister, Joseph Jackson (1857–1927), englischer Zoologe und Botaniker
- Lister, Joseph, 1. Baron Lister (1827–1912), britischer MedizinerJoseph Lister, 1. Baron Lister (1827–1912)

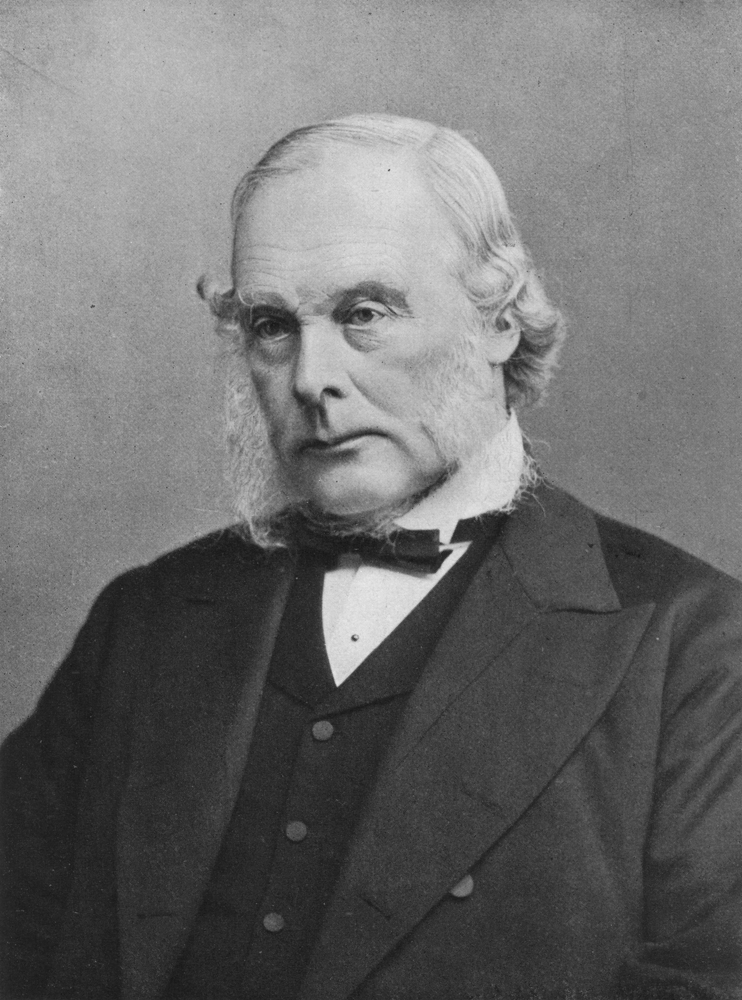
Joseph Lister, 1. Baron Lister (1827–1912)

- Lister, Martin (1639–1712), englischer Arzt und Naturforscher
- Lister, Matthew (* 1992), britischer Kanute
- Lister, Michael (* 1964), deutscher Betriebswirtschaftler und Hochschullehrer
- Lister, Moira (1923–2007), britische Theater- und Filmschauspielerin
- Lister, Perri (* 1959), britische Tänzerin, Sängerin und Schauspielerin
- Lister, Ruth, Baroness Lister of Burtersett (* 1949), britische Politikerin
- Lister, Samuel, 1. Baron Masham (1815–1906), britischer Erfinder und Industrieller
- Lister, Sandra (* 1961), britische Feldhockeyspielerin
- Lister, Tobias (* 1987), australischer Steuermann
- Lister, Tommy Jr. (1958–2020), US-amerikanischer Schauspieler und WrestlerTommy Lister Jr. (1958–2020)

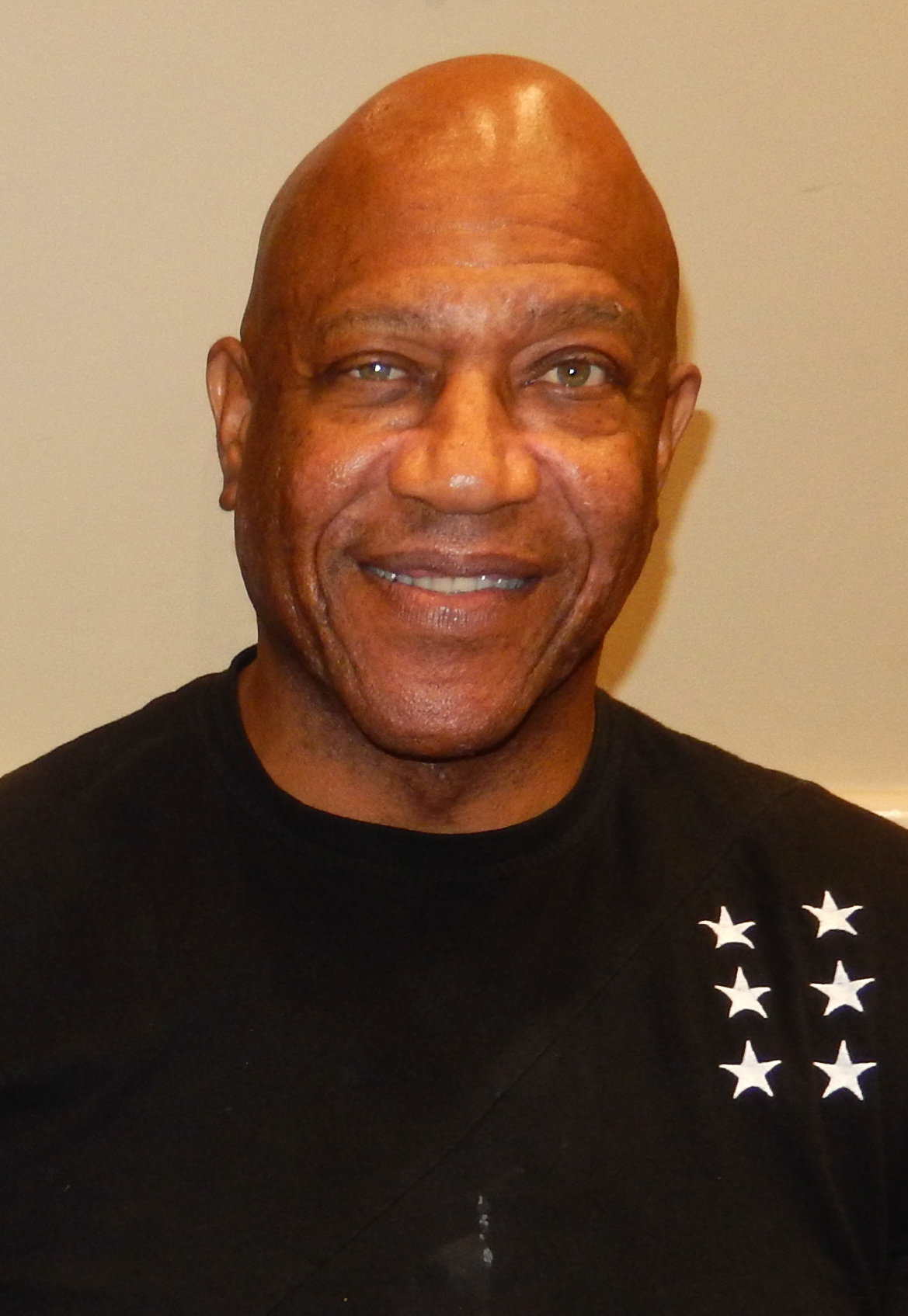
Tommy Lister Jr. (1958–2020)

- Lister, William Lister (1859–1943), australischer Maler
- Lister-Jones, Zoe (* 1982), US-amerikanische Schauspielerin, Drehbuchautorin und Regisseurin
- Listhaug, Sylvi (* 1977), norwegische Politikerin
- Listing, Johann Benedict (1808–1882), deutscher Mathematiker
- Listjew, Wladislaw Nikolajewitsch (1956–1995), russischer Journalist und Fernsehmoderator
- Listkiewicz, Tomasz (* 1978), polnischer Fußballschiedsrichterassistent
- Listl, Josef (1893–1970), deutscher Jurist und Politiker (NSDAP/CSU)
- Listl, Joseph (1929–2013), deutscher Ordensgeistlicher und Rechtswissenschaftler
- Listner, Ronny (* 1978), deutscher Bobfahrer
- Liston, Melba (1926–1999), US-amerikanische Jazzmusikerin (Posaunistin, Arrangeurin, Komponistin)
- Liston, Robert (1794–1847), britischer Chirurg
- Liston, Sonny († 1970), US-amerikanischer Boxer
- Liston, Virginia († 1932), amerikanische Blues- und Jazzsängerin, auch Songwriter
- Listopad, František (1921–2017), tschechischer und portugiesischer Schriftsteller, Regisseur
- Listunowa, Wiktorija Wiktorowna (* 2005), russische Kunstturnerin
- Listur, Pedro (1922–2004), uruguayischer Leichtathlet

### Lisu
- Lisulo, Daniel (1930–2000), sambischer Politiker

### Lisw
- Liswani, Kisco († 2021), namibischer traditioneller Führer

### Lisz
- Liszcz, Teresa (* 1945), polnische Politikerin, Mitglied des Sejm
- Liszczak, Adam (* 1981), polnischer Fußballspieler
- Liszkai, Szilveszter (* 1987), ungarischer Handballtorwart
- Liszkay, István (1912–2005), ungarischer Radrennfahrer
- Liszkowski, Ulf (* 1976), deutscher Psychologe
- Liszkowski, Uwe (* 1943), deutscher Historiker und Hochschullehrer
- Liszt, Franz (1811–1886), ungarischer Komponist, Pianist, Dirigent, Theaterleiter, Musiklehrer und SchriftstellerFranz Liszt (1811–1886)

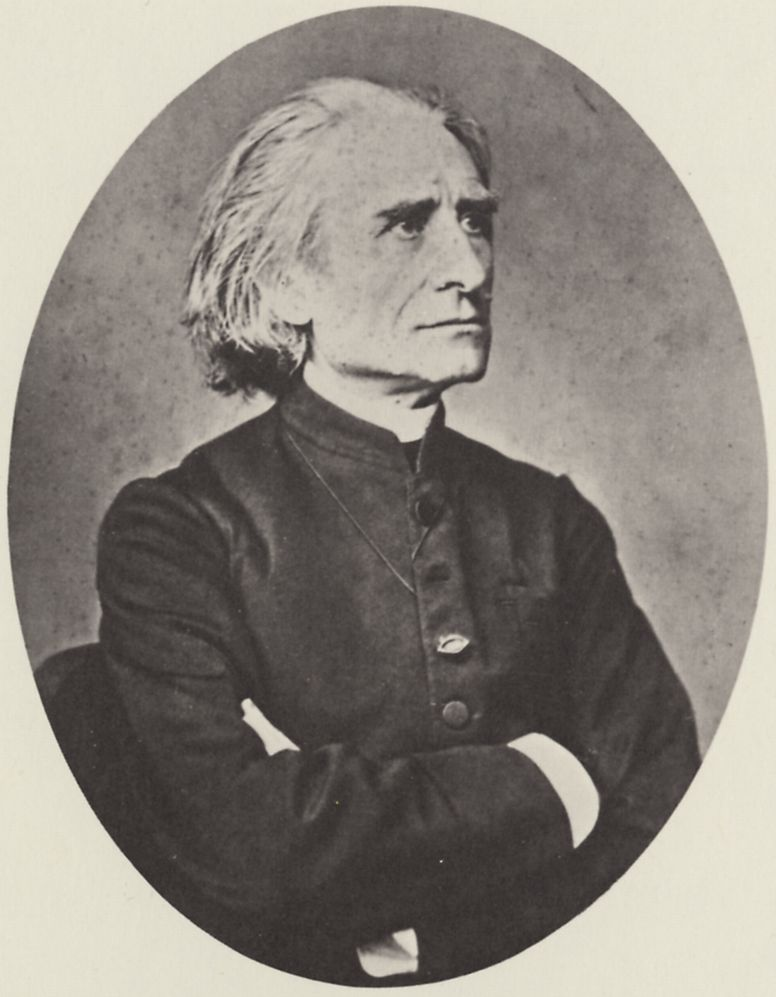
Franz Liszt (1811–1886)

- Liszt, Franz von (1851–1919), deutscher Jurist, Hochschullehrer und Politiker (FVP), MdR
- Liszt, Josef (1902–1974), österreichischer Volksschauspieler, Bassbariton und Hörspielautor
- Lisztes, Krisztián (* 1976), ungarischer Fußballspieler
- Lisztes, Krisztián (* 2005), ungarischer Fußballspieler